# Ballad of Cleo and Joe
«Ballad of Cleo and Joe» —literalmente en español: «Balada de Cleo y Joe» es una canción pop interpretada por la cantautora estadounidense Cyndi Lauper e incluida en su quinto álbum de estudio, Sisters of Avalon. La canción fue escrita y Cyndi Lauper, Jan Pulsford mientras que fue producido por Pulsford, Mark Saunders y Lauper. La canción fue lanzada como el tercer sencillo del álbum el 16 de septiembre de 1997 por Epic Records.  Líricamente, la canción describe la doble vida de un drag queen, el titular 'Joe' (por día) y 'Cleo' (por la noche).
La canción recibió críticas positivas de los críticos de música. "Ballad of Cleo and Joe" no entró a Billboard Hot 100, pero debutó en el número 24 en el Bubbling Under Hot 100 Singles.

## Información de la canción
La canción habla de la vida de un travesti, 'Joe' de día y 'Cleo' por la noche. Esta canción fue una de las muchas canciones del álbum Sisters of Avalon  que hablaban sobre temas tabú. Se hicieron muchos remix para la canción.
El sencillo fue lanzado solo en los Estados Unidos, como resultado de la fuerte promoción del sencillo, en los clubes, se convirtió en un éxito dance. Incluso hizo una aparición en el Billboard Bubbling Under Hot 100 Singles.

## Vídeo musical
El video no fue lanzado para su trasmisión en TV, pero se hizo para los clubes de Estados Unidos. En el video se observa una Cyndi embarazada, la cual su estómago estaba disfrazado como una bola de discoteca. Pocos fanes lo vieron en su momento. Actualmente puede ser repodrucido por YouTube en el canal oficial de la cantante CyndiLauperVEVO, cuenta con más de 383.404 visitas.

## Formato
US CD single
1. "Ballad of Cleo and Joe"(Soul Solution Radio Edit) – 3:54
2. "Ballad of Cleo and Joe"(Soul Solution Vocal Dub) – 8:46
3. "Ballad of Cleo and Joe"(Soul Solution Tribal Dub) – 3:35
4. "Ballad of Cleo and Joe"(Soul Solution Instrumental) – 8:51
5. "Ballad of Cleo and Joe" – 3:59

## Posicionamiento
| Chart (1997)                        | Peak position |
| ----------------------------------- | ------------- |
| U.S. Bubbling Under Hot 100 Singles | 24            |
| U.S. Hot Dance Club Play            | 36            |